# فلونهایم
فلونهایم (به آلمانی: Flonheim) یک شهر در آلمان است که در آلزی-ورمز واقع شده‌است. فلونهایم ۲٬۶۳۱ نفر جمعیت دارد.